# Microsoft PowerPoint
Microsoft PowerPoint （マイクロソフト パワーポイント）は、マイクロソフトがWindows、macOS、Android、iOS、ChromeOS、ウェブブラウザ向けに開発・販売しているMicrosoft Officeに含まれるプレゼンテーションソフトウェアである。

## 概要
もともとアメリカ合衆国のForethought社によってMacintosh用のアプリケーションソフトウェア "Presenter" として開発されたものであるが、1987年にPowerPoint 1.0 がリリースされた後、会社ごとマイクロソフトによって買収された。
2025年現在、各OS向け、Web版の基本的インターフェイスは統一されているが、互換性のあるバージョンであっても、いくらかの違いがあり、同じファイルを開いても、アニメーションなど含む複雑なスライドでは、異なる挙動結果になることがある。
PowerPointはMicrosoft Office 2021までのPersonal Editionには含まれないため、市販のPCにプリインストールされていることは稀であったが、プレゼンテーション用ソフトウェアとして普及している。またMicrosoft Office 2007ではOEM版にPersonal with PowerPointというエディションも登場し、Microsoft Office 2010以降は代替としてHome and Business（OneNoteも含まれている）のOEMも増えたため、プリインストールされている機種も増えつつはある。Office上位パッケージに含まれているほか単体販売では、使用期限がない代わりにバーションアップがない買い切り版と、使用期限を設けて価格を抑えたパッケージ版がある。
macOS版Microsoft Officeでは、単体での販売はされていないが、すべてのエディションにPowerPointが含まれている。
本来の使い方とは異なるが、大量の図形を組み合わせることで絵を描くことも可能である。

## バージョン
バージョン 1
Forethougt が1987年にMacintosh向けにリリースした。
バージョン 2
Macintosh版は1988年にリリースされ、Windows版はWindows 3.0用で1990年にリリースされた。
バージョン 3
Macintosh版は1992年にリリースされ、Windows版はWindows 3.1用にMacintosh版と同じ年にリリースされた。
バージョン 4
Windows版の PowerPoint 4.0 は1993年にリリースされ、Macintosh版のPowerPoint 4.0は1994年にリリースされた。
バージョン 7
他のOfficeソフトウェアとバージョン番号が統一されたため、バージョン番号が3繰り上がった。このバージョンはPowerPoint 95としてWindows版のみリリースした。日本語版はこのバージョンから用意された。
バージョン 8
Windows版のPowerPoint 97が1997年にリリースされ、Macintosh版のPowerPoint 98は1998年にリリースされた。
バージョン 9
Windows版のPowerPoint 2000が1999年にリリースされ、最後のMac OS 9版PowerPoint 2001は2000年にリリースされた。
PowerPoint 2000では従来アウトライン画面・スライド画面・ノート画面を別々の画面で操作していたものを、一つの画面で操作できるようになったことで、プレゼンテーション制作の生産性を大幅に向上させた。
バージョン 10
Windows版のPowerPoint 2002が2001年にリリースされ、初のMac OS X版のPowerPoint Xも同年にリリースされた。
バージョン 11
Windows版のPowerPoint 2003が2003年にリリースされ、Mac OS X版のPowerPoint 2004は2004年にリリースされた。
バージョン 12
Windows版のPowerPoint 2007が2007年にリリースされ、Mac OS X版のPowerPoint 2008は2008年にリリースされた。
ファイルフォーマットのOffice Open XML移行によってPowerPointの標準のファイル保存形式が変更され、PowerPoint 97から2003まで使用していた形式からOpenXML Presentation形式に変更された。後にOpenDocument Presentation形式にも対応した。
図形や書式に対する基本機能の強化が行われ、以前に比べより多彩で、魅力的なプレゼンテーション作成が可能となった。
バージョン 14
Windows版のPowerPoint 2010が2010年にリリースされ、Mac OS X版のPowerPoint 2011も同年にリリースされた。
写真やビデオの編集が可能で、背景の削除などの効果を行えるようになった。PowerPoint 2010ではDirectX 9経由でGPUを用い、ページの切り替えやアニメーション機能などにハードウェアアクセラレーションを利用するようになった。また、ファイルを動画ファイルとして保存することが可能になった。
バージョン 15
Windows版のPowerPoint 2013が2013年にリリースされた。
バージョン 16
Windows版、OS X版、iOS版のPowerPoint 2016が2015年にリリースされた。
バージョン2019
2018年に法人用、2019年に一般用が販売された。
バージョン2021
2021年に販売された。
バージョン2024
2024年に販売された。

## 閲覧方法
以前はActiveXを利用したMicrosoft PowerPoint Animationと言う閲覧専用ソフトウェアもあったが、現在は配布を終了している。このソフトウェアは拡張子が .ppz のファイルの再生専用であり、このファイル自体はPowerPoint本体、OpenOffice.org Impress、PowerPoint Viewerで開くことができない。
かつてのInternet ExplorerでPowerPoint 2002/2003のWebプレゼンテーションを閲覧するためのアドインとして、「Office アニメーション ランタイム」が提供されていた。
Windows版のみであるが閲覧用の単独アプリケーションとしてPowerPoint Viewerがマイクロソフトから無償で提供されていた。Microsoft PowerPointで作成されたプレゼンテーションの表示・印刷などに限られる。2018年4月に更新およびダウンロード提供が終了し、Office MobileやOffice Onlineなどへの移行が案内されている。